# François-Hippolyte Destailleur

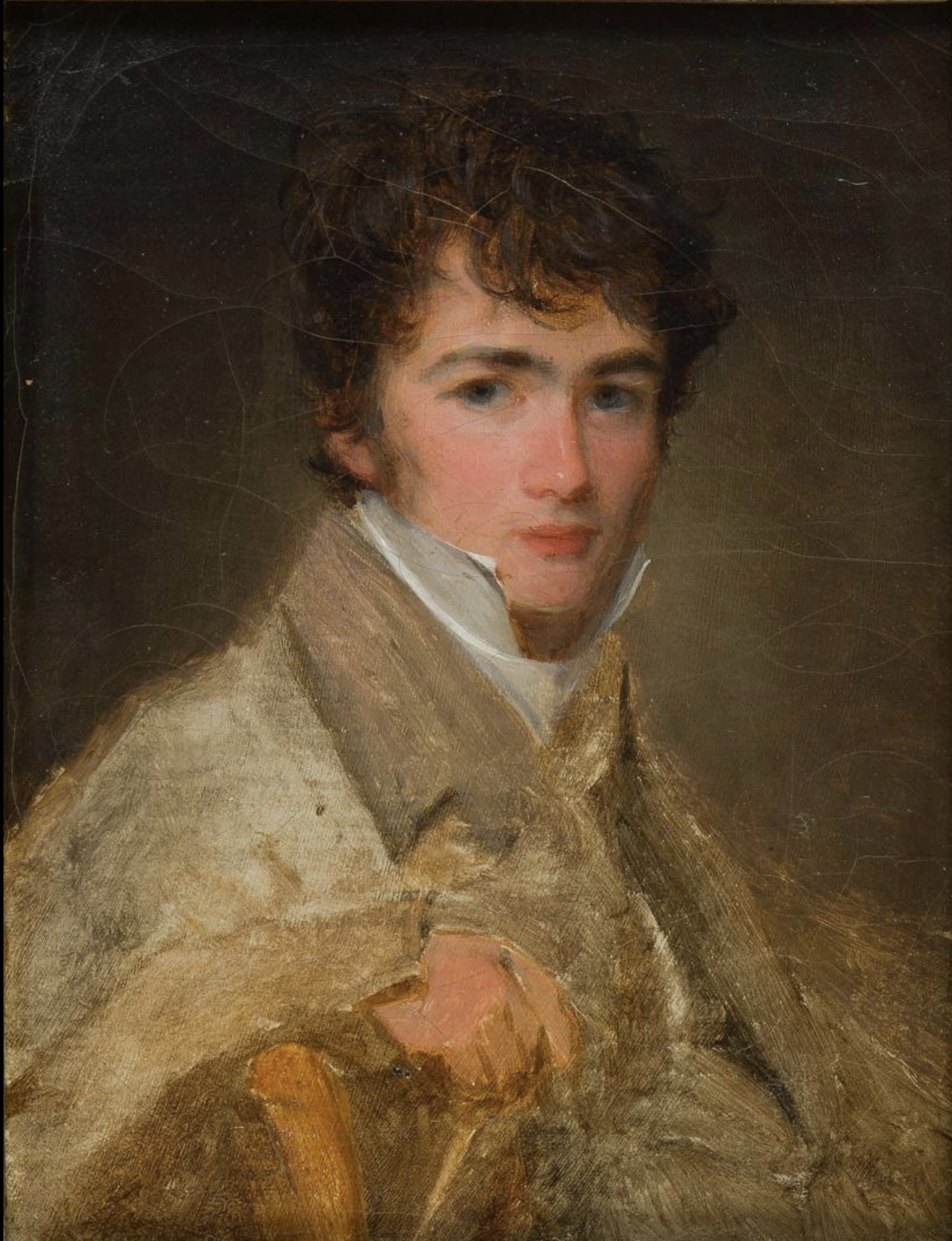
François-Hippolyte Destailleur (1787-1852). École française, huile sur toile, 1810. Musée Carnavalet, Paris. Don posthume de Mme Anne Chayet en 2016.

François Hippolyte Destailleur, né en 1787 à Paris où il est mort en 1852, est un architecte français. 

## Biographie
Il était le fils de Louis Destailleur, avocat, président du Tribunal du département de la Seine, et de Julie Jeanne Sandrié dont le père François Jérome Sandrié était entrepreneur des Bâtiments du Roi et du duc d'Orléans. Par sa mère il se rattache à la dynastie des Sandrié, qui compte de nombreux architectes et entrepreneurs de bâtiments et qui donneront leur nom à une impasse du 9e arrondissement. Il entre sur la recommandation d'un cousin maternel dans l'atelier de l'architecte Charles Percier dont il devient l'un des meilleurs élèves. 
Il entre aux Beaux-Arts en 1805.
En 1808 il concourt pour l’exécution d’une orangerie d’hiver dont Napoléon demandait le plan à tous les architectes de France et remporte le prix.
L’orangerie ne fut pas exécutée mais ce prix lui permit de se rendre en Italie où pendant trois ans (1811-1814) il étudia les chefs-d’œuvre de l’art. Il exécuta ses premiers travaux pour le duc de Vicence, qui l’agréa sur la présentation de Fontaine. Il s’agissait de la construction d’une église à Caulaincourt et de la réparation du château.
Peu après, vers la fin de l’Empire, il construisit le château de Fremigny pour le marquis de Sémonville et celui de Dieuville près de Brienne pour le comte de Loménie. 
En 1814 il devient l’architecte du duc d’Orléans. En 1817, il est nommé architecte du ministère des Finances. Il édifie alors le nouveau bâtiment du ministère dans le quadrilatère formé par les rues de Rivoli, du Mont-Thabor et de Castiglione. Le bâtiment, qui s'étend sur près de 11 000 m2, sera détruit lors de la Commune de Paris en 1871. 
En 1819 il réalise celui du ministère de la Justice dont il devient l’architecte accrédité en 1840
De 1814 à 1816 il travailla à la transformation de l’hôtel de la duchesse d’Orléans, connu sous le nom d’Hôtel de Roquelaure, rue Saint Dominique, aujourd’hui 246 boulevard Saint Germain. 
Ce travail qui dura six ans et couta 10 millions de francs, lui valut le 22 mai 1825 d'être fait chevalier de la Légion d'honneur.
Cette même année, à la mort de Michel-Jacques Boulard il fut chargé de l’exécution de l’Hospice Saint-Michel dans le 12e arrondissement de Paris.
En 1826 le comte de Peyronnet, garde des sceaux de Charles X, commande à François-Hippolyte Destailleur l’aménagement d’une galerie à l’Hôtel de Bourvallais, la galerie Peyronnet. 
En 1833, il est nommé architecte de la Monnaie. 
En 1842, avec Louis Visconti, il restaure en partie le château de Vaux-le-Vicomte. 
En 1846, il édifie avec son gendre Romain de Bourge le passage Jouffroy, qui sera sa dernière construction.
Il fut successivement architecte du ministère des Finances (1817), architecte du ministère de la Justice et contrôleur des bâtiments de la Chambre des Pairs (1819), enfin architecte de l’hôtel des Monnaies (1833).

## Vie privée
De son mariage avec Eleonor O'Brien, il eut cinq enfants : 
- Juliette Destailleur peintre miniaturiste, épouse de Jean-Louis Romain de Bourge, architecte.
- Albine Destailleur, épouse du Bois
- Emma Destailleur, épouse Leroux de Lincy, peintre
- Henri Prosper Alfred Destailleur, peintre, professeur de dessin, puis conservateur de musée
- Gabriel-Hippolyte Destailleur, architecte, collectionneur, bibliophile et historien de l'art

## Œuvre architecturale
- Château de Caulaincourt et église du village (1811) pour le duc de Vicence
- Château à Dieuville près de Brienne pour M. de Loménie (1812)
- Hôtel du Marquis de La Guiche quai d’Orsay
- Hôtel de Paul de Noailles 10 rue d’Astorg
- Hôtel d’Harcourt rue Vanneau pour le duc d’Harcourt
- Hôtel de Pas rue Barbet-de-Jouy (1830)
- Château de Praslin pour Friedrich Kalkbrenner à Nogent sur Vernisson près Montargis (1839)
- Château de Gurcy-le-Chatel, Seine et Marne pour le comte d'Haussonville
- Ministère des Finances (1826-1832)
- Hospice Saint-Michel fondé par Boulard (1828)
- Château de Fremigny pour M. de Semonville (1812)
- Hôtel du baron Delmar avenue de Marigny (1829-1834)
- Tombeau de Armand de Caulaincourt, duc de Vicence (1827) au Père-Lachaise
- Hôtel de La Forest Divonne 13 rue Vanneau à Paris pour le comte de Divonne
- Pensionnat dépendant de l'hôtel de Biron à Paris, pour la maison d'éducation de la Société du Sacré-Cœur de Jésus (1830-1835)
- Construction à Paris pour la comtesse de Beaumanoir
- Construction à Paris pour le baron de Meyendorff
- Construction à Paris pour la comtesse de Saint Priest
- Construction à Paris pour le vicomte de Viart
- Château à Valvins près de Fontainebleau pour le duc de la Trémoille
- Château de Jumillhac près de la Ferté Bernard
- Passage Jouffroy à Paris (1846)